# Mokrzyszów
Mokrzyszów – od 1976 r. dzielnica Tarnobrzega, dawniej wieś.

## Historia
Wieś Mokrzyszów istniała już w XV w. W drugiej połowie XVII w. dobra Mokrzyszowa należały do dóbr królewskich i wchodziły w skład dóbr starostwa sandomierskiego. Pod koniec XVIII w., w wyniku I rozbioru Polski przeszły na własność rządu Cesarstwa Austrii, stanowiąc tzw. dobra kameralne. Dobra te przez długi okres pozostawały w rękach rządu austriackiego i podlegały jego dzierżawie. Dzierżawcami byli między innymi: w latach 1809–1813 Karol baron Kaschmitz, a w latach 1813–1814 Jan Feliks hrabia Tarnowski, obejmując rewiry leśne: Stale, Krzątkę i Zatrześnie vel Krawce. Dopiero w latach 1829–1839 rząd Cesarstwa Austrii zdecydował się na sprzedaż dóbr kameralnych. Mokrzyszów wraz z częścią Sobowa, Stale, Krzątkę i Krawce nabył w 1835 r. Antoni Teodor Schindler, pan dóbr Rechwitz na Morawach. Po nim dobra mokrzyszowskie przeszły w posiadanie spółki Artur i Maks Francke.
Przed 1853 rokiem datuje się początki okazałego neogotyckiego Pałacu Myśliwskiego, którego budowa trwała do 1893 roku. Pałac otoczony jest pozostałościami po historycznym założeniu parkowym.
W 1905 roku Zofia z Potockich Tarnowska, dziedziczka dóbr dzikowskich, odkupiła majątek. Począwszy od 1908 roku dobra mokrzyszowskie były parcelowane. W 1915 roku utworzyła na terenie Mokrzyszowa „Zakład Wychowawczy dla Sierot”, który prowadziły siostry Służebniczki starowiejskie. 
W styczniu 1919 roku chłopi z okolicznych wiosek (Stalów, Żupawy, Jeziórka, Grębowa) napadli na dwór Tarnowskich i go kompletnie obrabowali.
W 1872 roku w Mokrzyszowie powstała jednoklasowa szkoła ludowa, w budynku której w czasach zawieruchy I wojny światowej i II wojny światowej, stacjonowały wojska, na przemian: polskie, rosyjskie i niemieckie. W 1944 roku, po zajęciu szkoły przez Armię Czerwoną, funkcjonował w niej szpital.
W 1934 częściowo włączony do Tarnobrzega, a w 1976 całkowicie. W latach 1954–1972 wieś należała i była siedzibą władz gromady Mokrzyszów.
28 września 1953 roku wykonano pierwszy w okolicach Tarnobrzega odwiert w celu poszukiwania siarki. Odbyło się to w Mokrzyszowie. Fakt ten upamiętnia obelisk przy drodze w kierunku Stalowej Woli.
W latach 1973–1976 w gminie Tarnobrzeg. 1 października 1976 włączony do Tarnobrzega.
W latach 1985–1990 w okolicach pałacu wybudowano kościół parafialny pw. Chrystusa Dobrego Pasterza.

## Osoby związane z Mokrzyszowem
- Rudolf Jagielski – podpułkownik dyplomowany artylerii Wojska Polskiego, ofiara zbrodni katyńskiej, jego imieniem nazwano jedną z ulic w Mokrzyszowie
- Stanisław Ordyk – działacz ludowy, dowódca oddziału Batalionów Chłopskich.